# LOHAS
로하스(LOHAS)는 공동체 전체의 더 나은 삶을 위해 소비생활을 건강하고 지속가능한 친환경 중심으로 전개하자는 생활양식ㆍ행동양식ㆍ사고방식을 뜻한다. 'Lifestyles of Health and Sustainability'의 약자이다.
미국의 내추럴 마케팅연구소가 2000년 처음 사용하였다. 환경보전과 '웰빙' 뿐 아니라 후대에 물려줄 소비기반의 지속성을 아우른 개념으로, 건강과 관련된 현재 시점의 개인적 소비행위와 미래에도 지속가능한 경제발전과 소비활동을 연결시키는 데 주안점을 둔다. 이런 점이 사회참여운동으로서 자연의 중요성과 보전의 당위성을 강조하는 친환경주의와 다른 점이라고 할 수 있다.
로하스를 실천하는 사람들을 일컫는 로하스족은 친환경적ㆍ생태학적ㆍ효율적 에너지 제품의 개인적 소비에 그치치 않고 재생원료를 사용한 제품이나 지속가능한 기법으로 생산된 제품을 선호하며 훼손되지 않은 천연밀림이나 생태도시 관광, 자녀들에게 모형이나 완구를 통해 간접교육 실시, 친환경 및 사회적 책임 경영을 하는 기업에 투자 등 공동체적 특성을 보인다.
우리나라에도 웰빙의 기본적인 취지가 공동체적 삶과 유리돼 지나치게 개인적인 행복추구로 변질되고 있다는 비판이 일면서 이 개념이 친환경적인 소비중심으로 확산되고 있다. 일회용품 줄이기, 장바구니 이용하기, 프린트 카트리지 재활용 캠페인 등이 대표적인 움직임이다.
한국표준협회는 2006년 세계 최초로 '로하스인증' 제도를 도입하여, 건강한 사회를 만들기 위해 친환경적이며 사회 공헌을 최우선 가치로 삼는 기업 및 단체의 제품, 서비스, 공간 등에 인증해 주고 있다. 인증 유효기간은 인증결정일로부터 1년이며, 매년 연장심사를 거쳐 연장할 수 있다. 
로하스 소비자를 특징짓는 12개 주요 변수는 다음과 같다.
1. 친환경적인 제품을 선택한다.
2. 환경보호에 적극적이다.
3. 재생원료를 사용한 제품을 구매한다.
4. 지속가능성을 고려해 만든 제품에 20%의 추가비용을 지불할 용의가 있다.
5. 주변에 친환경 제품의 기대효과를 적극 홍보한다.
6. 지구환경에 미칠 영향을 고려해 구매를 결정한다.
7. 재생가능한 원료를 이용한다.
8. 타성적 소비를 지양하고 지속가능한 재료를 이용한 제품을 선호한다.
9. 전체 사회를 생각하는 의식 있는 삶을 영위한다.
10. 지속가능한 기법으로 생산된 제품을 선호한다.
11. 지속가능한 농법으로 생산된 제품을 선호한다.
12. 로하스 소비자의 가치를 공유하는 기업의 제품을 선호한다.

## 같이 보기
- 그린 마케팅
- 단순한 삶